# Cacatua tenuirostris
Cacatua tenuirostris là một loài chim trong họ Cacatuidae.

## Hình ảnh

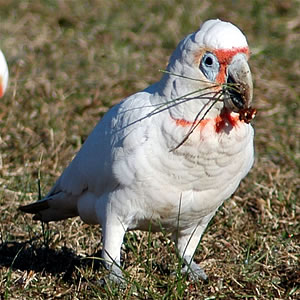
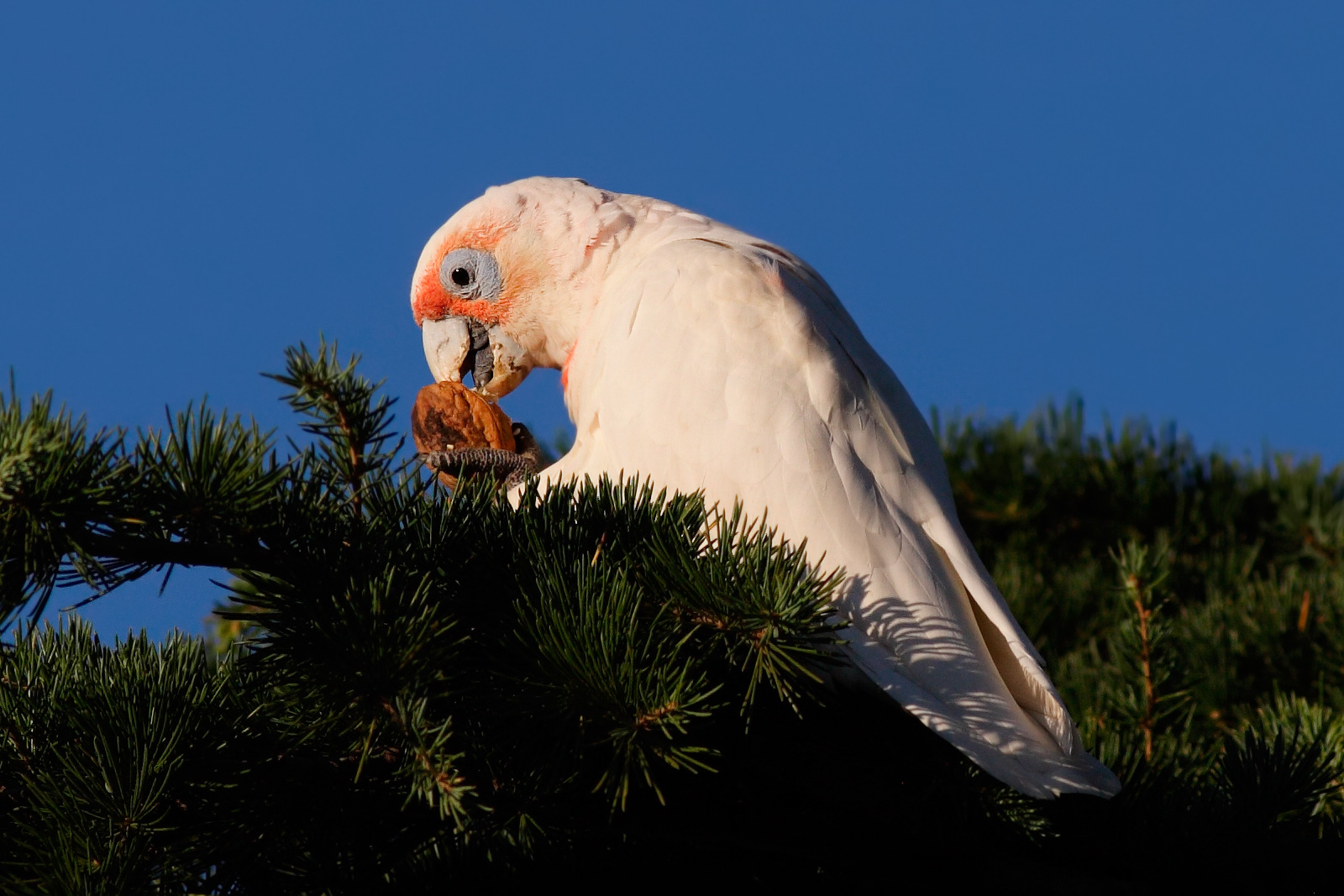
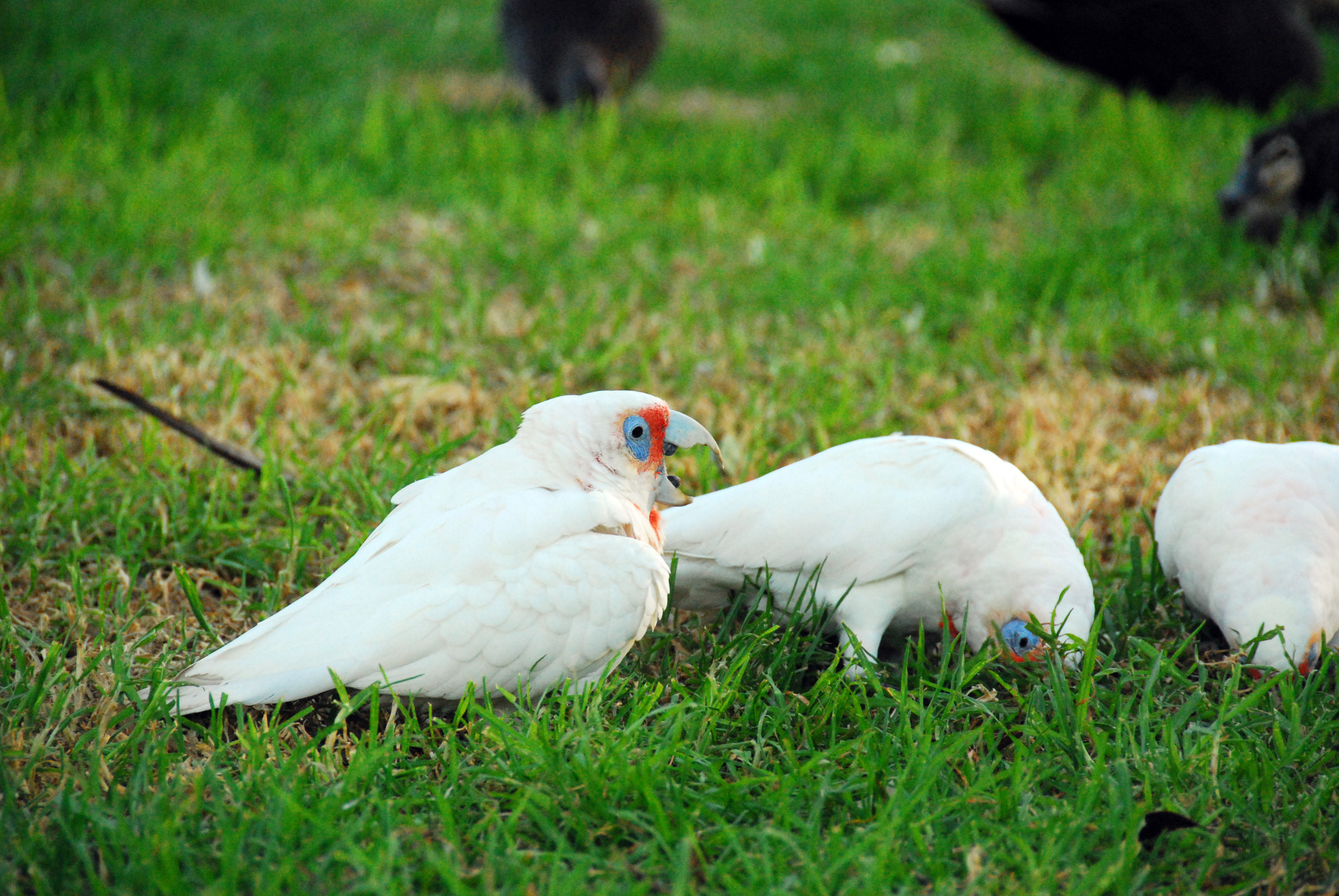